# La Femme aux brillants
Pour plus de détails, voir Fiche technique et Distribution.
La Femme aux brillants (titre original : Adventure in Diamonds) est un film américain réalisé par George Fitzmaurice, sorti en 1940.

## Synopsis
Une femme et un escroc s'associent pour s'emparer de diamants dans une mine en Afrique du Sud. Elle tend un piège au policier qui les pourchasse, mais finit pas s'amouracher de lui...

## Fiche technique
- Titre : La Femme aux brillants
- Titre original : Adventure in Diamonds
- Réalisation : George Fitzmaurice
- Scénario : Frank O'Connor, Franz Schulz et Leonard Lee
- Photographie : Charles Lang
- Montage : LeRoy Stone
- Musique : Charles Bradshaw, Sigmund Krumgold, John Leipold et Leo Shuken
- Direction artistique : Hans Dreier et Robert Usher
- Décors : A.E. Freudeman
- Costumes : Edith Head
- Producteur : A.M. Botsford
- Société de production : Paramount Pictures
- Pays d'origine :  États-Unis
- Langue : anglais
- Format : Noir et blanc — 35 mm — 1,37:1 — Son : Mono (Western Electric Mirrophonic Recording)
- Genre : Film dramatique
- Durée : 76 minutes
- Dates de sortie : 
  -  États-Unis : 8 mars 1940
  -  France : 20 juin 1944

## Distribution
- George Brent : Stephen Dennett
- Isa Miranda : Felice Falcon
- John Loder : Michael Barclay
- Nigel Bruce : Colonel J.W. Lansfield
- Cecil Kellaway : Emerson
- Ralph Forbes : M. Perrins
- E. E. Clive : M. MacPherson
- Ernest Truex : Toutasche
- Edward Gargan : Lou

Acteurs non crédités
- Louis Mercier : un marin français
- Harry Stubbs : le gros homme sur le bateau
- William Haade